# Respawn Entertainment
Respawn Entertainment est un studio américain de développement de jeux vidéo situé à Encino en Californie. L'entreprise est formée par les fondateurs d'Infinity Ward, le studio de développement à l'origine de la franchise Call of Duty. Respawn Entertainment est fondé en partenariat avec l'éditeur de jeux vidéo Electronic Arts dans le cadre du programme EA Partners.
Le studio a développé le jeu Titanfall qui est sorti le 13 mars 2014 et Titanfall 2 qui est sorti le 28 octobre 2016.
Electronic Arts achète le studio le 1er décembre 2017.

## Histoire

### Licenciement des chefs d'Infinity Ward par Activision
Le 1er mars 2010, Activision licencie les deux fondateurs d'Infinity Ward, Jason West et Vince Zampella pour « insubordination ». Ces derniers portent immédiatement plainte contre la société réclamant (entre autres) une redevance pour le dernier jeu qu'ils ont produit avant leur départ, Modern Warfare 2, ainsi que la licence Modern Warfare dérivée de la série Call of Duty.
Un mois plus tard, le 9 avril, Activision lance une demande reconventionnelle en y accusant encore une fois ses deux anciens employés d'insubordination. Parmi les accusations, West et Zampella auraient tenté de créer leur propre entreprise en négociant avec son « plus grand concurrent » (sans mentionner Electronic Arts). Des rumeurs circulaient déjà sur le net : Zampella et West auraient communiqué avec plusieurs concurrents d'Activision (Electronic Arts inclus) alors qu'ils travaillaient encore chez Infinity Ward.

### Création de Respawn Entertainment
Le 12 avril 2010, West et Zampella annoncent la création de Respawn Entertainment en partenariat avec Electronic Arts. Activision quant à elle se dit non surprise par cette nouvelle, ayant intercepté des conversations avec EA comme indiqué dans la demande reconventionnelle.
Le partenariat assurera la distribution des jeux de Respawn Entertainment par Electronic Arts tout en maintenant l'indépendance du studio, ainsi que le contrôle total de ce dernier sur ses jeux et ses licences. En effet, le manque de contrôle des licences Call of Duty et Modern Warfare par les développeurs a été source de conflits avec l'éditeur pour les deux fondateurs. Les deux marques appartenant officiellement à Activision. De manière réciproque, Respawn Entertainment n'influencera pas les studios internes d'Electronic Arts tels que EA Los Angeles et DICE, développeurs des séries Medal of Honor et Battlefield respectivement (qui sont deux concurrents de Call of Duty).
L'entreprise est initialement formée de ses deux fondateurs, mais assez rapidement, ces derniers commencent à accueillir leurs anciens collègues d'Infinity Ward ayant, eux aussi, quitté l'entreprise un mois après leur départ. Ainsi, les développeurs Todd Alderman, Mackey McCandlish, Mark Grisby, John Paul Messerly, Chris Cherubini, Rayme C. Vinson, Jon Shiring, Francesco Gigliotti et Ryan Lastimosa ont été recrutés pour rejoindre Respawn Entertainment.
En mai 2011, Respawn accueille Iain McCaig, artiste conceptuel ayant travaillé pour des films tels que Star Wars et Harry Potter.
Le 21 mai 2013, Respawn Entertainment annonce lors de la conférence Microsoft son premier jeu nommé Titanfall, le jeu est une exclusivité Microsoft.
Le 18 mai 2020, Respawn annonce la formation d’un studio basé à Vancouver se focalisant sur le développement continu d’Apex Legends.
Le 20 mars 2023, Respawn Entertainment ouvre un troisième studio à Madison dans le Wisconsin. Celui-ci travaillera sur Apex Legends, afin de renforcer les équipes déjà opérantes à Los Angeles et à Vancouver. Ryan Burnett en est nommé le directeur, après 14 ans passés chez Raven Software en tant que producteur sur la franchise Call of Duty et 2 ans chez Epic Games à la production du moteur Unreal Engine,.
En avril 2025, Electronic Arts licencie entre 300 et 400 employés, dont une centaine chez Respawn Entertainment, conduisant à l'annulation de « deux projets en phase d’incubation précoce » : le projet R7, un FPS d'extraction basé dans l'univers de Titanfall, et un autre jeu inconnu. Selon IGN, certains développeurs de ce dernier projet ont déjà été réaffectés chez DICE (Battlefield) et EA Motive (Iron Man),,. Malgré ces licenciements, le spécialiste économique Oscar Lemaire rappelle qu'EA réalise chaque année un bénéfice de plus d'1 milliard de dollars,.

## Ludographie
| Année | Titre                            | Plateforme(s)                                                                 | Éditeur         |
| ----- | -------------------------------- | ----------------------------------------------------------------------------- | --------------- |
| 2014  | Titanfall                        | Windows, Xbox 360, Xbox One                                                   | Electronic Arts |
| 2016  | Titanfall 2                      | Windows, PlayStation 4, Xbox One                                              | Electronic Arts |
| 2019  | Star Wars Jedi: Fallen Order     | Windows, PlayStation 4, Xbox One                                              | Electronic Arts |
| 2019  | Apex Legends                     | Windows, PlayStation 4, PlayStation 5, Xbox One, Xbox Series, Nintendo Switch | Electronic Arts |
| 2020  | Medal of Honor: Above and Beyond | Windows (Oculus Rift)                                                         | Electronic Arts |
| 2023  | Star Wars Jedi: Survivor         | Windows, PlayStation 5, Xbox Series                                           | Electronic Arts |

## Anecdotes
- Jason West et Vince Zampella avaient eux-mêmes quitté l'entreprise 2015 en 2002 (avec 23 autres employés du studio) pour former Infinity Ward après avoir développé Medal of Honor : Débarquement allié pour Electronic Arts.
- Le nom Respawn de l'entreprise, signifiant dans le domaine du jeu vidéo (notamment en multijoueur) la réapparition du joueur, fait clairement allusion au retour de West et Zampella sur la scène de l'industrie vidéoludique après leur licenciement.
- Le logo du studio correspond à la lettre R en braille.